# بالتو-ایوانوفکا
بالتو-ایوانوفکا (انگلیسی: Balto-Ivanovka) یک شهرک در شهرستان داولکانوفسکی در استان باشقیرستان کشور روسیه است.